# Dioscorea pilcomayensis
Dioscorea pilcomayensis är en enhjärtbladig växtart som beskrevs av Lucien Leon Hauman. Dioscorea pilcomayensis ingår i släktet Dioscorea och familjen Dioscoreaceae. Inga underarter finns listade i Catalogue of Life.